# Red Delicious

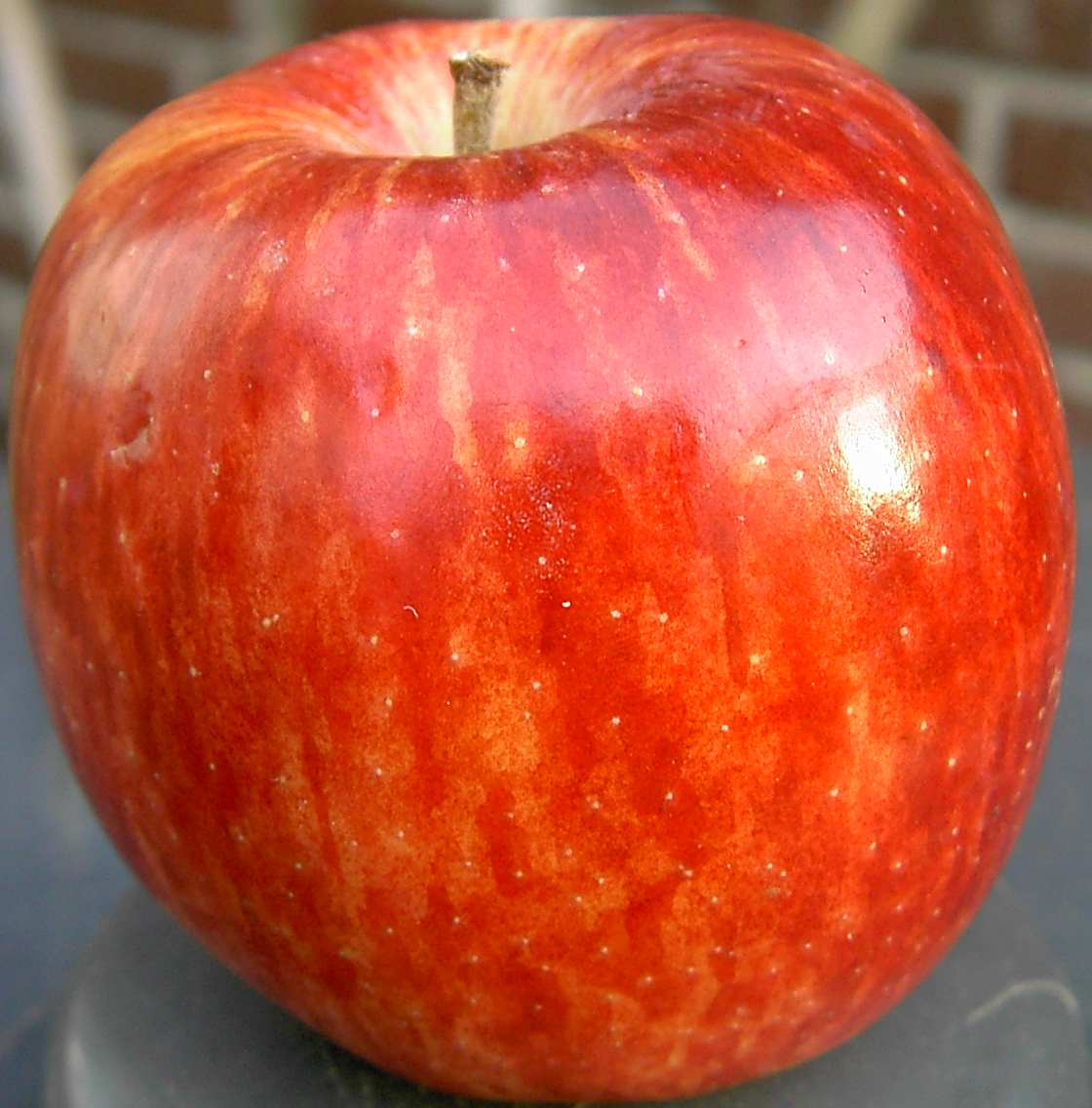
Ett Red Delicious-äpple.

Red Delicious är en äppelsort som upptäcktes i USA på 1880-talet. Äpplet är vinrött med ljusa små prickar.
Äpplet kallades från början endast Delicious, men när äpplet Golden Delicious upptäcktes år 1914 ändrades namnet.
Enligt sägnen upptäcktes det av äppelodlaren James Hiatt i Peru, Iowa, USA. Han upptäckte en planta bland sina odlingar som han inte kände igen och försökte bli av med den. Det lyckades dock inte, och till slut lät han ett frö gro. När trädet väl bar frukt tog han med dessa till en fruktutställning i Louisiana, Missouri, och där tog hans nyfunna äpple förstapriset. Det sägs att alla Red Delicious härstammar från detta enda träd.
Enligt en undersökning som gjordes 2002 innehåller Red Delicious mer antioxidanter än de flesta andra äppelsorter.
Trots namnet är inte Red Delicious särskilt nära släkt med Golden Delicious.